# Gerd-Jan Poortman
Gerd-Jan Poortman ('s-Hertogenbosch, 3 maart 1976) is een Nederlandse zeiler. 
Poortman begon op zijn zesde met zeilen in een Optimist. Na twee keer Nederlands kampioen te worden in de Cadet nam hij in 1991 deel aan het wereldkampioenschap, gehouden in Argentinië. Zijn professionele zeilcarrière begon met de overwinning van de Admiral's Cup in 1999. Hij voer mee aan boord van de Sydney 40 gevaren door schipper Jochem Visser.
In 2003 werd hij Europees kampioen in de Swan. Poortman won ook het wereldkampioenschap Swan in 2005.
Poortman debuteerde in de Volvo Ocean Race in de editie van 2005-06 aan boord van het jacht "ABN Amro II" als voordekker. Het team behaalde een vierde plaats in het eindklassement en vestigde tijdens de race een record door in 24 uur een afstand af te leggen van 563 zeemijl. In 2008 nam hij deel aan de iShares Cup met de Extreme 40 catamaran "Team Volvo Ocean Race", samen met Arend van Bergeijk en Simeon Tienpont. In datzelfde jaar startte hij opnieuw in de Volvo Ocean Race, nu aan boord van de "Delta Lloyd". Het jacht eindigde de race op de zevende plaats.
In 2009 nam Poortman deel aan de Fastnet Race aan boord van de "Eclectic". In 2010 won hij de IRC-1-klasse in de North Sea Regatta aan boord van de "Who's neXt". Samen met Bouwe Bekking en Gideon Messink zette hij in 2012 een campagne op om een Nederlandse deelnemer in de Volvo Ocean Race 2014-2015 te krijgen. Dit lukte, en Poortman voer zelf mee aan boord van de Team Brunel. Het team eindigde als tweede in het klassement.